# Autoroute portugaise IC31
L'autoroute portugaise IC31 (en portugais : Itinerário Complementar 31) est une autoroute en projet qui n'a pour l'instant pas de nomenclature autoroutière propre.
Elle reliera l' au nord de Castelo Branco à Monfortinho et la frontière avec l'Espagne, où elle viendra rejoindre la future EX-A1 espagnole. Sa longueur sera de 57 km.

## Historique des tronçons
| Tronçon                       | État (2011)                              | km |
| ----------------------------- | ---------------------------------------- | -- |
| Alcains () - Medelim          | En Projet (Concession: Tejo Intercional) | 28 |
| Medelim - Monfortinho (EX-A1) | En Projet (Concession: Tejo Intercional) | 29 |